# Pozos de Hinojo
Pozos de Hinojo – gmina w Hiszpanii, w prowincji Salamanka, w Kastylii i León, o powierzchni 59 km². W 2011 roku gmina liczyła 55 mieszkańców.